# Stolnica v Bariju
Stolnica v Bariju ali stolnica svetega Sabina (ital. Duomo di Bari ali Cattedrale di San Sabino) je stolnica v Bariju v Apuliji v južni Italiji. Stolnica je sedež nadškofa Bari-Bitonta, kot je bila prej nadškofov, prejšnjih škofov Barija. Posvečena je svetemu Sabinu, škofu iz Canose, katerega relikvije so sem prinesli v 9. stoletju. Je starejša, čeprav manj znana kot bazilika sv. Nikolaja v Apuliji.
Današnja stavba je bila zgrajena med poznim 12. in poznim 13. stoletjem, večinoma v zadnjih tridesetih letih 12. stoletja, in je bila zgrajena na mestu ruševin cesarske bizantinske stolnice, ki jo je leta 1156 uničil Viljem I. Sicilski, znan kot Zlobni (il Malo); desno od transepta je še vedno mogoče opaziti sledi prvotnega tlaka, ki sega pod ladjo.

## Zgodovina
Dokumentirana prisotnost škofa v Bariju sega do Gervazija, ki se je udeležil koncila na Sardiki leta 347 in njegovega naslednika Konkordija, ki je bil prisoten na rimski sinodi leta 465, čeprav so imena njihovih predhodnikov ohranjena v tradiciji, začenši s sv. Maurusom v 1. stoletju. Škof je bil v 6. stoletju povzdignjen v nadškofa, iz istega obdobja pa je mogoče ugotoviti prisotnost stolnice v Bariju. Pod sedanjo ladjo so sledovi antične cerkvene stavbe z apsido iz obdobja pred 1. tisočletjem, ki je imela tri ladje in kvadratne pilastre ter temelje na osi, ki so nekoliko v nasprotju s sedanjo stolnico. Na enem od mozaičnih tlakov je napis z imenom škofa Andreja (758 - 761) in zdi se zelo verjetno, da gre za ostanke prve stolnice, ki je bila uničena v 9. ali 10. stoletju.
V prvi polovici 11. stoletja je tedanji nadškof (1025–1035) naročil gradnjo nove škofovske cerkve, ki je bila končana pod njegovimi nasledniki Nikolajem I. (1035–1061) in Andrejem II. (1061–1068). To cerkev je nato uničil Viljem Zlobni (Viljem I. Sicilski) skupaj z ostalim mestom (prizaneseno je bilo le baziliki sv. Nikolaja), kar se je zgodilo leta 1156. Konec 12. stoletja je nadškof Rainaldo začel rekonstrukcija stolnice, ponovna uporaba materialov iz prejšnje cerkve in drugih uničenih stavb. Nova cerkev, posvečena 4. oktobra 1292, je bila zgrajena v slogu bazilike sv. Nikolaja, ki je v vmesnem času služila kot škofovski sedež.
V 18. stoletju so v baročnem slogu pod nadškofom Muziom Gaeto po načrtih Domenica Antonia Vaccara prenovili fasado in notranjost, Trullo (stara krstilnica iz 12. stoletja, danes zakristija) in kripto. Kasneje je bila stavba deležna številnih prenov, rušitev in dozidav. Prvotni romanski videz notranjosti je bil obnovljen v 1950-ih. Zadnji dve obnovi sta bili prvič v poznem 20. stoletju, ki je obnovila jasnost romanskih struktur, in drugič, v 21. stoletju, ko je bila prenovljena notranjost.

## Opis
Slogovno je to pomemben primer apulijske romanike. Preprosto pročelje ima tri portale iz 11. stoletja pod oknom rozeto, nad katerim je preklada, vklesana s pošasti in fantastičnimi zvermi. Zvonik je nov, prezidan iz kamna, podobnega originalu, z dovršenim stolpom s svetlobnico in s kupolo z jasnimi mavrskimi motivi.
Notranjost stolnice je razdeljena na tri ladje s šestnajstimi stebri z arkadami. Cerkev, ki je bila preplavljena z baročnimi dodatki, je zdaj obnovljena v neokrnjeni lepoti prvotne apulijske romanike v transeptu, z lažnim triforiju in v veličastni prižnici, prezidani iz istega materiala kot prej.
V kripti so v večjem oltarju shranjene relikvije svetega Sabina, škofa iz Canose. Te je leta 844 v Bari prinesel sveti Angelarij, škof iz Canose, ki jih je po uničenju mesta s strani Saracenov rešil iz ruševin. Srebrni doprsni kip svetega Sabina, ki je bil nekoč tukaj, je bil prenesen v kapitularni arhiv, zdaj pa se tu častijo ikono Madonna Odegitria: po izročilu je bila ta prinesena z Orienta v 8. stoletju, v resnici pa pozneje, a je kljub temu kultni predmet velike antike.
V manjših apsidah sta dva sarkofaga: v enem so relikvije svetega Kolumba, ki je bil obnovljen, v drugem pa hranijo različne relikvije. V zakristiji na desni je oltar s sliko, ki verjetno upodablja svetega Mavra, ki ga izročilo imenuje za prvega škofa v Bariju v 1. stoletju.
V palači Kurije, ki meji na stolnico, je Škofijski muzej, kjer je razstavljen Exultet (je dolgo zapeto oznanilo pred velikonočno svečo). To je dragocen rokopis bizantinskega izvora, fino iluminiran. Slike so obrnjene z vidika duhovnika, ki bere rokopis. Tako so si verniki, ko je slavljenec med velikonočno vigilijo izgovarjal hvalnico, lahko ogledali svete risbe, tisti, ki niso razumeli latinščine, pa so lahko imeli kakšno predstavo o tem, kaj se dogaja.